# Lahnasalo
Lahnasalo är en halvö i Finland. Den ligger i sjön Suvasvesi och i kommunen Kuopio i landskapet Norra Savolax, i den centrala delen av landet, 300 km nordost om huvudstaden Helsingfors. Halvön är omkring två kilometer och har vägförbindelse åt nordväst.

## Klimat
Trakten ingår i den boreala klimatzonen. Årsmedeltemperaturen i trakten är 0 °C. Den varmaste månaden är augusti, då medeltemperaturen är 14 °C, och den kallaste är januari, med −14 °C.